# Поликарп (Гонорский)
Епископ Поликарп (в миру Пётр Гонорский; 1813, Тамбовская губерния —  7 (19) марта 1891 года, Нижний Новгород) — епископ Русской православной церкви, епископ Балахнинский, викарий Нижегородской епархии.

## Биография
Родился в 1813 году в семье причётника Тамбовской губернии.
По окончании в 1834 году курса в Тамбовской Духовной Семинарии, поступил в том же году в Московскую Духовную Академию, где 13 (25) июня 1837 года принял монашество, с именем Поликарп, и 4-го июля того же года был рукоположен в иеродиакона.
В 1838 году окончил курс Духовной Академии, 20-го июля был посвящён в иеромонаха, а 8-го августа определён смотрителем Ростовских Борисоглебских духовных училищ, Ярославской епархии.
1 (13) декабря 1838 года возведён в степень кандидата богословских наук.
28 сентября (10 октября) 1842 года был назначен в Псковскую Духовную Семинарию преподавателем Св. писания, патристики и чтения святых отцов греческих и латинских — в высшем отделении и св. писания, герменевтики и греческого языка — в среднем, в каковой должности и состоял до 13 (25) марта 1858 года. Помимо сего, в семинарии с 1 (13) января 1858 года  исправлял должность учителя по гомилетике, а с 29-го января того же года был назначен помощником ректора по профессорской должности.
Кроме своей учебной деятельности, в Пскове иеромонах Поликарп нёс различные и другие службы. Так, 3 (15) декабря 1845 года , он был назначен цензором проповедей Псковского уездного духовенства.
Возведённый 8 (20) мая 1848 года  в сан игумена, с 15-го числа того же месяца состоял настоятелем Псковского первоклассного Крыпецкого Иоанно-Богословского монастыря.
С 17 февраля (1 марта) 1850 года  по 1 (13) февраля 1851 года он исправлял должность ректора Семинарии; 31 октября (12 ноября) 1853 года  правлением Семинарии ему поручено было преподавание обозрения сочинений, написанных как раскольниками, так и против них; в июне и в июле 1845 и 1855 годах игумен Поликарп обозревал Великолуцкое, Порховское и Торопецкое духовные училища, подведомственные Псковской семинарии.
8 (20) апреля 1856 года, за отличное усердие и долговременные труды по духовно-учебному ведомству, возведён в сан архимандрита.
13 (25) марта 1858 года был перемещён смотрителем в Санкт-Петербургское Александровское духовное училище, с увольнением от должности настоятеля Псковского Крыпецкого монастыря.
17 (29) марта 1866 года определён наместником Свято-Троицкой Александро-Невской лавры, а 14 (26) января 1866 года был хиротонисан в епископа Балахнинского, викария Нижегородской епархии.
16 (28) апреля 1878 года преосвященный Поликарп был причислен к ордену св. Анны 1-й степ. На викариатстве в Нижнем Новгороде Поликарп находился 19 лет.
8 (20) ноября 1886 года по преклонности лет и слабости здоровья был удалён на покой и поселился в Нижегородском Печерском монастыре, где и жил до самой своей смерти.
Скончался 7 (19) марта 1891 года в Нижнем Новгороде, похоронен в Петербургском монастыре.